# 한국타이어 대전공장 화재
한국타이어 대전공장 화재는 2023년 3월 12일 22시 9분 대전광역시 대덕구 소재 한국타이어앤테크놀로지 대전공장에서 발생한 화재이다. 이 사고로 인해 화재가 발생한 2공장은 전소로 인해 붕괴되었고 작업자 10명과 소방대원 1명이 경상을 입었으며 원인은 전기적 요인과 정전기로 추정하고 있다. 피해액은 400억 원에 육박하는 것으로 추산되고 있고 경부고속도로와 경부고속선 통제로 열차 운행에 차질을 빚기도 하였다. 불은 58시간 만에 완전히 진화되었다.
이 외 2014년 9월 30일에도 이 공장에서 화재가 발생하여 66억원의 재산 피해가 발생하기도 했다.